# Institut de technologie d'Harare
Pour les articles homonymes, voir HIT.
L'Institut de technologie d'Harare (en anglais : Harare Institute of Technology ou HIT) est une université publique spécialisée dans la technologie. Elle est située à Harare, la capitale du Zimbabwe.